# Jazyk Západní pouště

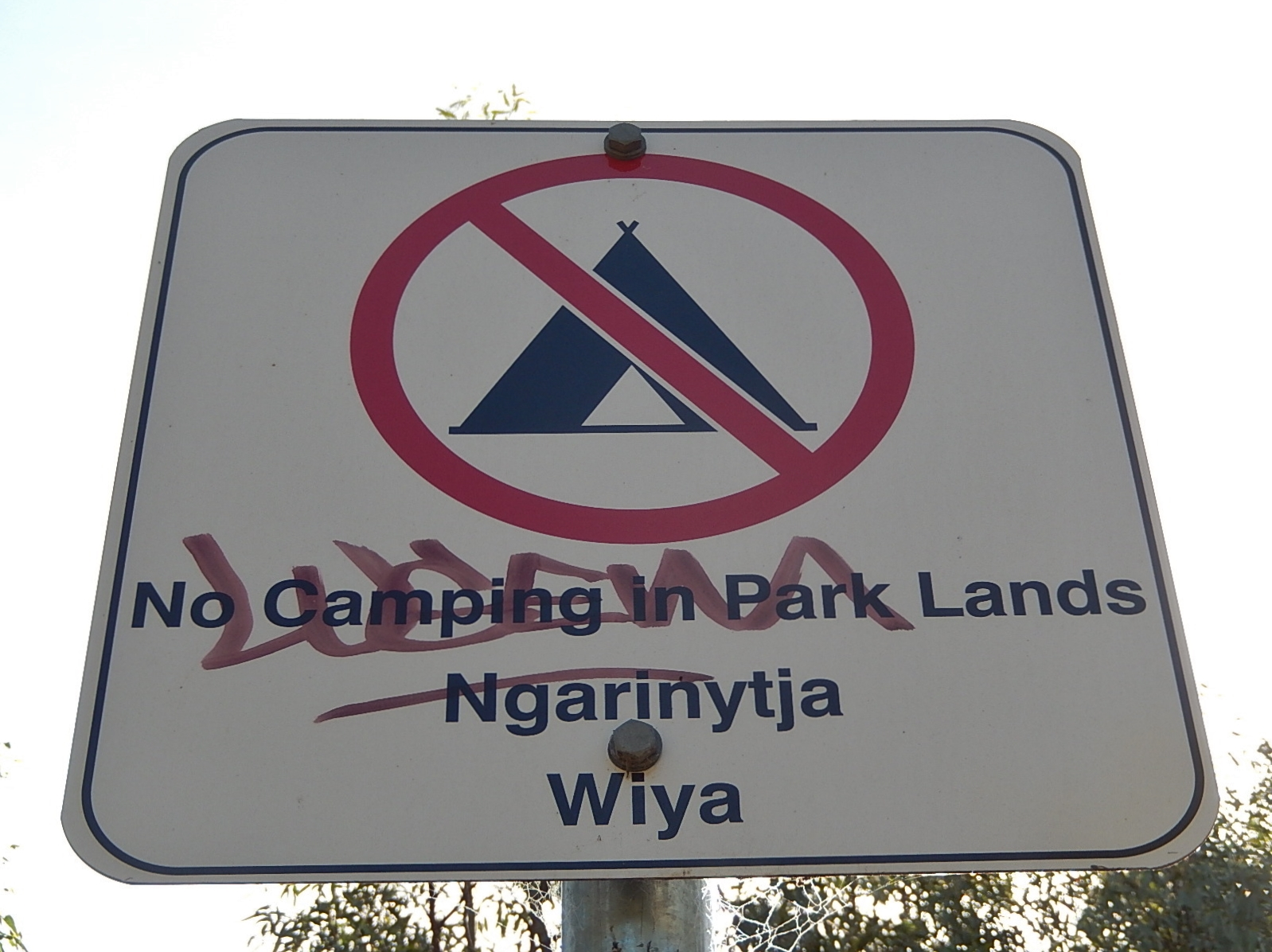
Značka zakazující kempování v angličtině a jazyce Západní pouště (dialekt pitjantjatjara) v Adelaide

Jazyk Západní pouště je nejpoužívanější z austrálských jazyků, z jazyků Aboridžinců (původních obyvatel Austrálie, Austrálců). Jedná se o skupinu poměrně rozdílných, ale vzájemně srozumitelných dialektů, které se někdy berou jako samostatné jazyky, nejrozšířenějším dialektem je pitjantjatjara, který má přes 3 000 mluvčích, zahrnuje tedy téměř polovinu všech mluvčích jazyka.
Jazykem Západní pouště se mluví především v malých osadách na rozsáhlém území v australských pouštích (tzv. outback), a to především Velké Viktoriiny pouště a Gibsonovy pouště, na území australských států Jižní Austrálie, Západní Austrálie a Severní teritorium.

## Název jazyka
Mluvčí jazyka Západní pouště nemají pro svůj jazyk specifické označení, někdy ho nazývají jako wangka (jazyk) nebo wangka yuti (jasná mluva). Někdy bývá jazyk Západní pouště označován jako wati, to se ale může plést s watskými jazyky, kam kromě jazyka Západní pouště patří ještě jazyk wanman a několik dalších jazyků.

## Zařazení
Jazyk Západní pouště patří mezi pama-nyunganské jazyky, což je zdaleka největší jazyková rodina mezi jazyky Austrálců. Pama-nyunganské jazyky se dělí na mnoho podskupin, jazyk Západní pouště se řadí, jak již bylo zmíněno, k watským jazykům.

## Dialekty
Jak již bylo zmíněno, jazyk Západní pouště se skládá z mnoha dialektů, mnohé z nich už ale vymřely nebo jsou na pokraji vymření.
Přehled nejpoužívanějších dialektů:
| Dialekt         | Počet mluvčích | Rozšíření                                      |
| --------------- | -------------- | ---------------------------------------------- |
| Pitjantjatjara  | 3 125          | Severozápad Jižní Austrálie                    |
| Antakarinya     | 6              | Severovýchod Jižní Austrálie                   |
| Luritja         | 955            | Střední Austrálie                              |
| Martu Wangka    | 860            | Severozápad Západní Austrálie                  |
| Ngaanyatjarra   | 1 091          | Západ Západní Austrálie                        |
| Ngaatjatjarra   | 12             | Západ Západní Austrálie                        |
| Pintupi         | 147            | Pomezí Západní Austrálie a Severního teritoria |
| Yankunytjatjara | 420            | Severozápad Jižní Austrálie                    |

Jazyk Západní pouště existuje v několika formách znakové řeči.

## Rozšíření
Ačkoliv většina původních austrálských jazyků vymírá, tak se počet mluvčích jazyka Západní pouště nesnižuje a jazykem mluví mnoho mladých lidí. Především v dialektu pitjantjatjara vzniká i určité množství textů, byla do něj například přeložena i část Bible.

## Ukázka textu
Ukázka textu v jazyce Západní pouště, konkrétně v dialektu pitjantjatjara:
Ngayuku ini Raelene-nya, ngayulu wangkapai Pitjantjatjara, ngayulu ngura Areyonga-la. Munu ngayuku nyunytju mama-kulu wangkapai Pitjantjatjara, ka ngayuku tjamu walkapi Ngaatjatjarra, ka ngayuku kami wangkapai Pitjantjatjara.
Český překlad:
Zdravím, jmenuji se Raelene a mluvím pitjantjatjarou. Žiji v Areygoně. Moje babička mluví pitjantjatjarou a můj dědeček mluví ngaatjatjarrou. Můj otec a můj bratr též mluví pitjantjatjarou.